# Jafar Hassan
Jafar Hassan (en árabe: جعفر حسان; nacido en 1968)  es un funcionario jordano que actualmente se desempeña como primer ministro de Jordania desde 2024.

## Biografía
Tiene un DES y un doctorado en Ciencias Políticas y Economía Internacional del Instituto de Altos Estudios Internacionales y del Desarrollo de Ginebra. También tiene títulos de posgrado de la Escuela de Gobierno Kennedy de la Universidad de Harvard, la Universidad de Boston y una licenciatura de la Universidad Americana de París.
En 2020, fue galardonado con la Estrella de Oro y Plata de la Orden del Sol Naciente de Japón por fortalecer los lazos entre Jordania y Japón.

### Carrera política
Después de unirse al servicio exterior de Jordania en 1991, fue enviado al extranjero a Washington D. C. y Ginebra. De 2006 a 2009, fue director del Departamento de Asuntos Internacionales en la Corte Real Hachemita. Fue nombrado ministro de Planificación y Cooperación Internacional en 2009, cargo que ocupó hasta 2013.
En 2014, se convirtió en jefe de gabinete de la oficina del rey Abdalá II de Jordania. En 2018, fue nombrado vice primer ministro de asuntos económicos y se le encargó implementar reformas para reducir la deuda pública. En 2021, se convirtió en director de la oficina (es decir, jefe de personal) del rey.
Fue nombrado nuevamente Director de la Oficina de Su Majestad el Rey Abdalá II  en mayo de 2021.
El 15 de septiembre de 2024, el rey Abdalá II nombró a Hassan como nuevo primer ministro de Jordania.  Esto siguió a las elecciones parlamentarias del 10 de septiembre de 2024.